# 托马斯·乔丹
托马斯·乔丹（英語：Thomas Jordan，1968年5月23日—），美国NBA联盟前职业篮球运动员。